# Jefferson (ur. styczeń 1988)
Jefferson Andrade Siqueira (ur. 6 stycznia 1988 w Guarulhos) – brazylijski piłkarz występujący na pozycji napastnika.

## Statystyki ligowe
| Rozgrywki       | Poziom | Kraj     | Mecze | Gole |
| --------------- | ------ | -------- | ----- | ---- |
| Série A         | I      | Brazylia | 17    | 2    |
| Eerste klasse A | I      | Belgia   | 14    | 2    |
| Serie B         | II     | Włochy   | 62    | 8    |